# Homidiana granadina
Homidiana granadina är en fjärilsart som beskrevs av John Obadiah Westwood 1879. Homidiana granadina ingår i släktet Homidiana och familjen Sematuridae. Inga underarter finns listade i Catalogue of Life.